# Jerzy Burzyński
Jerzy Adam Burzyński (ur. 16 grudnia 1922 w Nagórzycach, zm. 16 września 2006 w Ząbkach) – polski entomolog, prof. dr. hab.

## Życiorys
W 1951 ukończył studia magisterskie w Szkole Głównej Gospodarstwa Wiejskiego, w 1962 obronił doktorat. W 1973 przedstawił pracę habilitacyjną i został docentem, rok później w Instytucie Badawczym Leśnictwa został profesorem nadzwyczajnym, a w 1984 profesorem zwyczajnym. Od 1974 do 1990 był koordynatorem krajowych badań w zakresie ochrony lasu, od 1975 do 1989 pełnił funkcję koordynatora na Polskę badań RWPG „Biologiczne metody ochrony lasu”. W 1975 został wybrany na pięcioletnią kadencję eksperta FAO, od 1979 do 1989 ekspert programu UNESCO „Ekosystemy leśne”. 
Jerzy Burzyński prowadził badania nad dynamiką populacji owadów i możliwościami sterowania siłami oporu środowiska w ramach metody biologicznej. Opracował ważniejsze foliofagi sosny i czynniki oporu środowiska. Pracował nad zastosowaniem „metody ogniskowo-kompleksowej” biologicznej ochrony lasu oraz wykorzystaniem feromonów do prognozowania i zwalczania szkodników leśnych. 
Dorobek naukowy obejmuje 220 publikacji, współautorstwo książek, opracowania słowników i encyklopedii.
Pochowany na cmentarzu parafialnym w Ząbkach

## Członkostwo
- II Sekcja International Union of Forest Research Organizations (IUFRO) "Ochrona lasu";
- Prezydium Komitetu Nauk Leśnych Polskiej Akademii Nauk;
- Komitet Ochrony Roślin Polskiej Akademii Nauk.

## Odznaczenia i wyróżnienia
- Krzyż Komandorski Orderu Odrodzenia Polski (1990);
- Krzyż Kawalerski Orderu Odrodzenia Polski (1978);
- Złoty Krzyż Zasługi (1972);
- Odznaka „Zasłużony dla Leśnictwa i Przemysłu Drzewnego” (1977);
- Złota Odznaka honorowa „Za Zasługi dla Ochrony Środowiska i Gospodarki Wodnej” (1990);
- Zespołowa Nagroda Państwowa II-st (1989);
- Nagroda Naukowa WNRiL PAN (1977);
- Złota Odznaka Honorowa Stowarzyszenia Inżynierów i Techników Leśnictwa i Drzewnictwa (1980);
- Złota Odznaka Honorowa Polskiego Towarzystwa Leśnego (1986);